# Тихвінська гряда
Тихвінська гряда́ — горбиста височина на південному сході Ленінградської області, частина Валдайської височини. Висота до 280 м.
З відкладеннями кам'яно-вугільного періоду, що лежать в основі Тихвінської гряди, пов'язані родовища бокситів, вогнетривких глин і скляних пісків. Гряда покрита хвойними лісами, частково розорана.